# Schelztorstraße 19 (Esslingen)

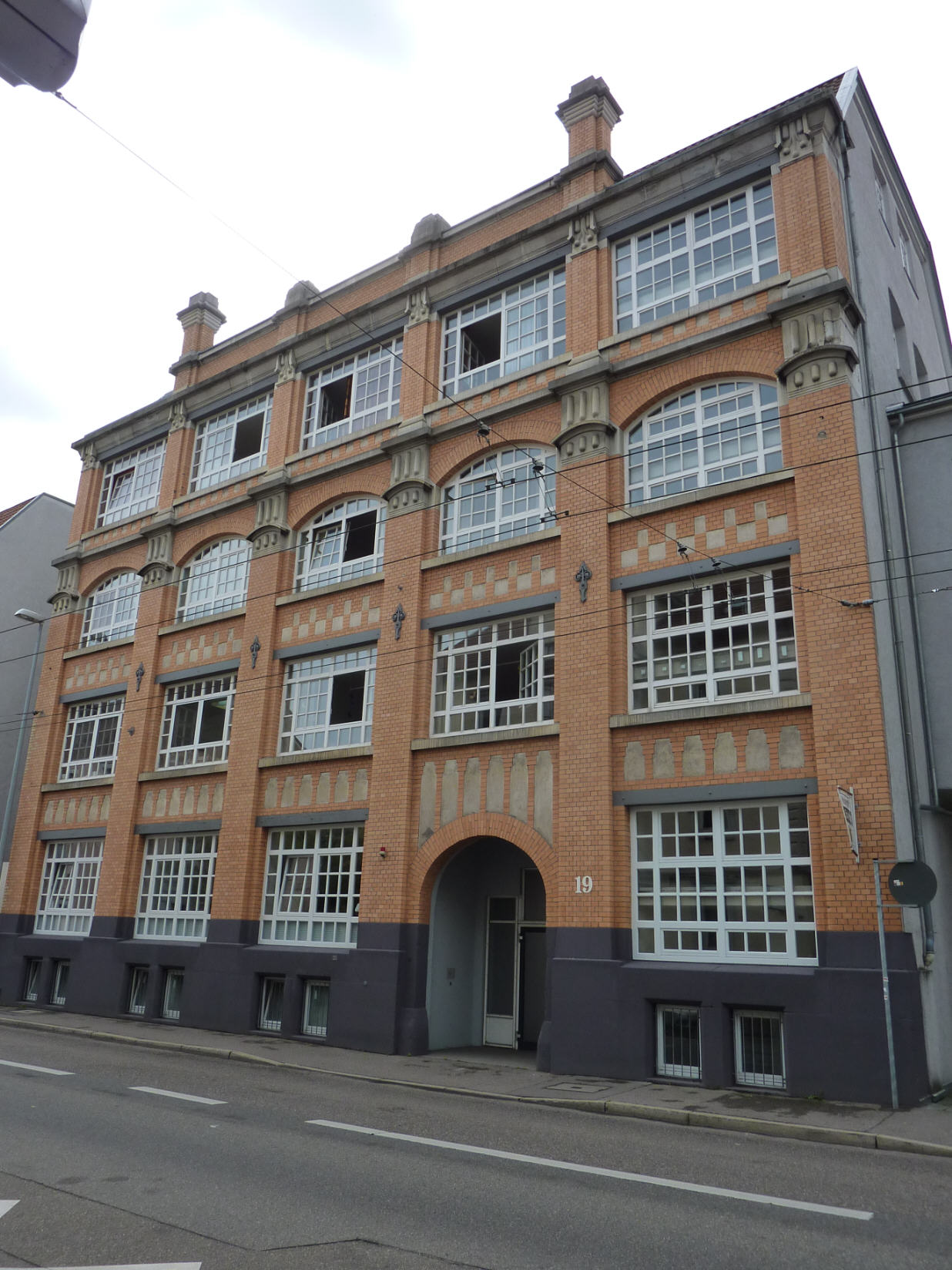
Schelztorstraße 19

Das Gebäude Schelztorstraße 19 ist ein umgenutztes Fabrikgebäude in Esslingen am Neckar. Es beherbergte ursprünglich die Präzisions-Werkzeugmaschinen-Fabrik Boley & Leinen.

## Geschichte und Beschreibung
Die Werkzeugmaschinenfabrik wurde 1904 von Josef Leinen gegründet.
1905 wurde das Fabrikgebäude in der Schelztorstraße als Massivbau in Backstein-Mauerwerk nach Entwurf des Esslinger Architekten Hermann Falch errichtet. Die viergeschossige, fünfachsige Straßenfassade mit großen Fenstern ist durch kolossale Pilaster gegliedert und größtenteils mit orange-gelblichen Klinkern verblendet. Die Pilaster tragen Tropfenkapitelle aus Werkstein und kaschieren zum Teil vertikale Entlüftungsschächte, die in vasenähnlichen Kaminaufbauten über der Trauflinie enden. Die Brüstungsfelder zwischen den Pilastern werden durch eine einfache, geometrische Klinker-Putz-Ornamentik aufgelockert.
Hermann Falch baute auch die historistische Villa Kollwitzstraße 16 für den Fabrikanten Josef Leinen.